# Nico Siegrist
Nico Siegrist (sinh ngày 9 tháng 6 năm 1991 ở Luzern) là một  tiền đạo bóng đá thi đấu cho SC Kriens ở Swiss Promotion League.

## Sự nghiệp câu lạc bộ

### FC Luzern
Nico bắt đầu sự nghiệp ở FC Luzern và thi đấu một mùa giải ở đội bóng địa phương SC Kriens. Anh có màn ra mắt ở Giải bóng đá vô địch quốc gia Thụy Sĩ trong mùa giải 2008-09.

### FC Aarau
Vào tháng 2 năm 2012 Nico ký hợp đồng với FC Aarau của Giải bóng đá hạng nhất quốc gia Thụy Sĩ đến hết mùa giải 2011-12. Vào ngày 11 tháng 2 năm 2012, trong trận đấu cuối cùng của anh trước khi đến Aarau, Siegrist ghi bàn thắng gỡ hòa cho Luzern trong trận hòa 1-1 trên sân khách với FC Thun ở Arena Thun chỉ 33 giây sau khi vào sân từ băng ghế dự bị. Nico ghi bàn trong màn ra mắt cho Aarau vào ngày 19 tháng 2 năm 2012, sau 15 phút trong thất bại 3-2 trước FC Vaduz tại Sân vận động Rheinpark.